# Annegrete Kraul
Annegrete Kraul (født 20. juni 1953) er en dansk dramatiker, teaterleder, forfatter og foredragsholder. Hun var medstifter af Frk. Jørgensens Musik institut for unge kvinder og senere Teatret Hmf Brændende Kærlighed. 
I 2010 debuterede hun som skønlitterær forfatter på forlaget Gyldendal med bogen En meget lykkelig mand.

## Film, radio og teater

### Radio TV (1990 - 2008)
- TV-ansjosen (TV satire)
- Mellem Venner (BørneTV serie)
- Flemming Jensen Show
- Radio føljetoner (Børneradioen)
- Go´nat historier for voksne (P3)

### Film
- 1998 Manus til Fanny Farveløs (instruktion Natasha Arthy)
- 2008 Manus til Et liv i Danmark (Feldballe Film for Integrationsministeriet)

### Teater
- Dramatiker for Teatret Brændende Kærlighed (samarbejde med Jens Kløft):
- 2012 Friendly Fire
- 2011 Perfektionisterne
- 2011 Car Park Remix (Premieret af Satens Kunstfond)
- 2010 Wateland
- 2009 Luksus
- 2008 G.A.S.
- 2007 Bitter Lemon

I øvrigt for Brændende Kærlighed: Kaliber ad Libitum, Tour de Bil, Nabo Nabo, Feltkøkkenet, Grønthøsterne Kommer m.m.

### Dramatik
- 2005 Teater Får 302: Drømmen om det gode liv
- 2004 Cafe Teatret: 2 høje kvinder og en lille mand
- 1993 Kanonhallen: Biblen (til Annemarie Helger og Peter Larsen)
- 1992 Kanonhallen: Telfonbogen (til Annemaie Helger og Peter Larsen)

### Øvrige udgivelser
- 2010 En meget lykkelig mand. Roman. Gyldendal.
- 2007 Parcelhusets Pionerer – da Jensen flyttede på Lærkevej (forlaget Bolius)
- 2005 Drømmen om det gode Liv (forlaget Drama)
- 2004 2 høje kvinder og en lille mand (forlaget Drama)

### Priser og legater
- 2012 Statens Kunstråd
- 2010 Arbejdslegat
- 2009 Præmie Statens Kunstfond. Open Call.Kunst i det Offentlige rum
- 2009 Arbejdslegat, Danske Dramatikere
- 2009 Dansk Artistforbund
- 2008 Rejselegat DPA
- 2007 Rejselegat Statens Kunstråd
- 2005 Wilhelm Hansen Fonden
- 2006 Arbejdslegat fra Statens Kunstråd. Litteraturudvalget
- 2005 Arbejdslegat Danske Dramatikeres Forbund
- 2002 Arbejdslegat Statens Kunstråd. Litteraturudvalget